# Verberie
Verberie település Franciaországban, Oise megyében. Lakosainak száma 3858 fő (2022. január 1.). Verberie Rivecourt, Lacroix-Saint-Ouen, Longueil-Sainte-Marie, Raray, Rhuis, Saintines, Saint-Sauveur, Saint-Vaast-de-Longmont és Villeneuve-sur-Verberie községekkel határos.

## Népesség
A település népessége az elmúlt években az alábbi módon változott:
| Lakosok száma | 4078 | 3995 | 3976 | 3848 | 3823 | 3813 | 3788 | 3819 | 3858 |
|               | 2013 | 2015 | 2016 | 2017 | 2018 | 2019 | 2020 | 2021 | 2022 |